# Пам'ятки історії Лозівського району
У Лозівському районі Харківської області на обліку перебуває 50 пам'яток історії.
| № п/п | Охорон. номер пам'ятки | Місце знаходження, (адреса) пам'ятки        | Найменування пам'ятки | Автор, дослідник пам'ятки. Дата відкриття       | Матеріал, з якого виготовлений пам'ятник. Основні розміри                                                                 | Категорія охорони пам'ятки | Номер і дата рішення державних органів про взяття пам'ятки під охорону | Охоронна зона |  |
| ----- | ---------------------- | ------------------------------------------- | --- | ----------------------------------------------- | --- | -------------------------- | ---------------------------------------------------------------------- | --- |  |
| 1.    | 1181                   | с. Артільне Артільної с/р                   | Братська могила радянських воїнів. Поховано 97 воїнів. 1941 р., 1942 р., 1943 р.                                                    | Харківська скульптурна фабрика 1956 р.          | Скульптура — 2,5 м, з/б. Постамент — 2,8 м, цегла, цемент                                                                 | Місцева                    | № 61 від 25.01.72 р.                                                   | 25 м (Наказ управління культури і туризму від 10.09.09. № 234) |  |
| 2.    | 1183                   | с. Бунакове Бунаківської с/р                | Братська могила радянських воїнів. Поховано 800 воїнів. 1941 р., 1942 р., 1943 р.                                                   | Харківська скульптурна фабрика 1954 р.          | Скульптура — 2,8 м, з/б. Постамент — 4,7х2,5х1,6 м, цегла, цемент                                                         | -<<-                       | № 61 від 25.01.72р.                                                    | 25 м (Наказ управління культури і туризму від 10.09.09. № 234) |  |
| 3.    | 1184                   | с. Єлизаветівка Краснопавлівської сел/р     | Братська могила радянських воїнів. Поховано 415 воїнів. 1943 р.                                                                     | Харківська скульптурна фабрика 1956 р.          | Скульптура — 3,0 м, з/б. Постамент — 2,6х1,0х0,7 м, цегла, цемент                                                         | -<<-                       | -<<-                                                                   | 25 м (Наказ управління культури і туризму від 10.09.09. № 234) |  |
| 4.    | 1185                   | с. Катеринівка Катеринівської с/р           | Братська могила радянських воїнів. Поховано 48 воїнів. 1942 р., 1943 р.                                                             | Харківська скульптурна фабрика 1954 р., 1990 р. | Скульптура — 2,5 м. Постамент — 2,4 м. Меморіальний комплекс з граніту                                                    | -<<-                       | -<<-                                                                   | 25 м (Наказ управління культури і туризму від 10.09.09. № 234) |  |
| 5.    | 1722                   | -<<-                                        | Могила Могильченка Г. С. — двічі Героя Соціалістичної Праці. 1976 р.                                                                | Скульпт. Агібалов В. І., Рик Я. Й. 1979 р.      | Стела — 3,0х0,8х0,6 м, граніт                                                                                             | -<<-                       | № 13 від 12.01.81р.                                                    | |  |
| 6.    | 8712- Ха               | -<<-                                        | Пам'ятник Могильченку Г. С. — двічі Герою Соціалістичної Праці.                                                                     | Скульптор Твердянська Л. О. 1960 р.             | Бюст — 1,0х0,6х1,0 м, бронза. Постамент — 1,0х1,0х2,5 м, граніт                                                           | -<<-                       | Наказ МКТ України № 453/0/16-11 від 16.06.11.                          | |  |
| 7.    |                        | с. Катеринівка Катеринівської с/р           | Пам'ятний знак жертвам Голодомору                                                                                                   | Липень2003 р.                                   | Граніт, 1,5×2,6 м. | -<<-                       | Наказ УК ХОДА № 25 від 02.03.05 р.                                     | |  |
| 8.    | 1723                   | сел. Комсомольське Комсомольської с/р       | Пам'ятник воїнам-землякам. 1941—1945 рр.                                                                                            | Харківська скульптурна фабрика 1975 р.          | Скульптура — 2,8 м, з/б. Постамент — 3,0х1,2х1,2 м, цегла, цемент                                                         | Місцева                    | № 13 від 12.01.81р.                                                    | |  |
| 9.    | 1186                   | с. Кінне Кінненської с/р                    | Братська могила радянських воїнів. Поховано 128 воїнів. 1942 р., 1943 р.                                                            | Харківська скульптурна фабрика 1955 р.          | Скульптура — 4,0 м, з/б. Постамент — 4,0х1,2х1,0 м, цегла, цемент                                                         | -<<-                       | № 61 від 25.01.72р.                                                    | 25 м (Наказ управління культури і туризму від 10.09.09. № 234) |  |
| 10.   | 1188                   | с-ще Краснопавлівка Краснопавлівської сел/р | Братська могила радянських воїнів. Поховано 223 воїни. 1942 р., 1943 р.                                                             | Харківська скульптурна фабрика 1954 р.          | Скульптура — 2,8 м, з/б. Постамент — 1,5х1,5х1,0 м, цегла, цемент                                                         | -<<-                       | -<<-                                                                   | 25 м (Наказ управління культури і туризму від 10.09.09. № 234) |  |
| 11.   |                        | с-ще Краснопавлівка                         | Пам'ятний знак на честь 10-річчя Незалежності України                                                                               | 2001 р.                                         | Граніт | -<<-                       | Наказ УК ХОДА № 25 від 02.03.05 р.                                     | |  |
| 12.   | 1189                   | -<<-, вул. Суворова                         | Братська могила радянських воїнів. Поховано 73 воїни. 1942 р., 1943 р.                                                              | Харківська скульптурна фабрика 1954 р.          | Скульптура — 2,7 м, з/б. Постамент — 6,3х3,4х1,5 м, цегла, цемент                                                         | -<<-                       | № 61 від 25.01.72р.                                                    | 25 м (Наказ управління культури і туризму від 10.09.09. № 234) |  |
| 13.   | 1726                   | с-ще Краснопавлівка Краснопавлівської сел/р | Пам'ятник Азєву М. С. — Герою Радянського Союзу                                                                                     | Харківська скульптурна фабрика 1975 р.          | Бюст — 1,0×0,8 м, з/б. Постамент — 6,5х6,0х2,5 м, цегла, цемент                                                           | -<<-                       | № 13 від 12.01.81р.                                                    | |  |
| 14.   | 1190                   | с. Мар'ївка Миколаївської с/р               | Братська могила радянських воїнів. Поховано 17 воїнів. 1942 р., 1943 р.                                                             | Харківська скульптурна фабрика 1959 р.          | Скульптура — 3,0 м, з/б. Постамент — 5,0х3,5х2,0 м, цегла, цемент                                                         | -<<-                       | № 61 від 25.01.72р.                                                    | 25 м (Наказ управління культури і туризму від 10.09.09. № 234) |  |
|       |                        |                                             | |                                                 | |                            |                                                                        | |  |
| 16.   | 1191                   | с. Миколаївка Миколаївської с/р             | Братська могила радянських воїнів. Поховано 600 воїнів. 1942 р., 1943 р.                                                            | Харківська скульптурна фабрика 1959 р., 1990 р. | Скульптура — 6,0 м, з/б. Постамент — 1,5х1,5х1,5 м, бетон                                                                 | -<<-                       | -<<-                                                                   | 25 м (Наказ правління культури і туризму від 10.09.09. № 234) |  |
| 17.   | 1857                   | -<<-,на кладовищі                           | Могила Микитенка В. Л. — Героя Радянського Союзу. 1974 р.                                                                           | Харківська скульптурна фабрика 1974 р.          | Пам'ятник — 3,0х2,0х1,0 м мармурова кришка                                                                                | -<<-                       | № 328 від 23.05.83р.                                                   | |  |
|       |                        |                                             | |                                                 | |                            |                                                                        | |  |
|       |                        |                                             | |                                                 | |                            |                                                                        | |  |
| 20.   | 1192                   | с. Миколаївка Шатівської с/р                | Братська могила радянських воїнів. Поховано 55 воїнів. 1941 р., 1942 р., 1943 р.                                                    | Харківська скульптурна фабрика 1957 р., 1989 р. | Скульптура — 1,7 м, мармурова кришка. Постамент — 3,5 м, шлакоблок                                                        | -<<-                       | -<<-                                                                   | 25 м (Наказ управління культури і туризму від 10.09.09. № 234) |  |
| 21.   | 1193                   | с. Михайлівка Катеринівської с/р            | Братська могила радянських воїнів. Поховано 524 воїни. 1942 р., 1943 р.                                                             | Харківська скульптурна фабрика 1957 р., 1991 р. | Скульптура — 2,5 м. Постамент — 2,8 м, меморіальний комплекс з граніту                                                    | -<<-                       | № 61 від 25.01.72р.                                                    | 25 м (Наказ управління культури і туризму від 10.09.09. № 234) |  |
| 22.   | 1194                   | с. Надеждівка Надеждівської с/р             | Братська могила радянських воїнів. Поховано 600 воїнів. 1942 р., 1943 р.                                                            | Харківська скульптурна фабрика 1955 р.          | Скульптура — 3,0 м. Постамент — 3,0х3,0х2,5 м меморіальний комплекс з граніту                                             | -<<-                       | № 61 від 25.01.72р.                                                    | 25 м (Наказ управління культури і туризму від 10.09.09. № 234) |  |
| 23.   | 1196                   | с. Нова Іванівка Новоіванівської с/р        | Братська могила радянських воїнів. Поховано 256 воїнів. 1942 р., 1943 р.                                                            | Харківська скульптурна фабрика 1955 р., 1996 р. | Скульптура — 2,0 м, гіпс. Постамент — 4,0х4,0х3,0 м, цегла, цемент                                                        | Місцева                    | № 61 від 25.01.72р.                                                    | 25 м (Наказ управління культури і туризму від 10.09.09. № 234) |  |
| 24.   | 1197                   | с. Нова Мечебилівка Кінненської с/р         | Братська могила радянських воїнів. Поховано 12 воїнів. 1942 р., 1943 р.                                                             | Харківська скульптурна фабрика 1955 р.          | Скульптура — 2,5 м, гіпс. Постамент — 2,5 м, цегла, цемент                                                                | -<<-                       | -<<-                                                                   | 25 м (Наказ управління культури і туризму від 10.09.09. № 234) |  |
| 25.   |                        | с. Олексіївка                               | Пам'ятний знак воїнам-визволителям. 1941—1945 рр.                                                                                   | 1996 р.                                         | Граніт | -<<-                       | Наказ УК ХОДА № 25 від 02.03.05 р.                                     | |  |
| 26.   | 1128                   | с-ще Орілька Орільської сел/р               | Братська могила радянських воїнів. Поховано 200 воїнів. 1942 р., 1943 р.                                                            | Харківська скульптурна фабрика 1956 р.          | Скульптура — 3,8 м, гіпс Постамент — 5,0х3,5х2,0 м, цегла, цемент                                                         | -<<-                       | № 61 від 25.01.72р.                                                    | 25 м (Наказ управління культури і туризму від 10.09.09. № 234) |  |
| 27.   | 1858                   | -<<-,на кладовищі                           | Могила Бережного М. І. — Героя Радянського Союзу. 1978 р.                                                                           | Харківська скульптурна фабрика 1978 р.          | Пам'ятник — 3,0х2,0х1,0 м, мармурова кришка                                                                               | -<<-                       | № 328 від 23.05.83р.                                                   | |  |
|       |                        |                                             | |                                                 | |                            |                                                                        | |  |
| 29.   | 227\в                  | с. Павлівка Друга Павлівської Другої с/р    | Слобідська фортеця Української оборонної лінії. 1731—1742 рр.                                                                       |                                                 | | -<<-                       | № 61 від 25.01.72р.                                                    | 25 м. Наказ управління культури і туризму ХОДА № 36/1 від 09.02. 2006 р. ЗУ «Про перелік пам'яток культ. спадщини, що не підлягають приватизації» № 574-VI від 23.09.08 р. |  |
| 30.   | 1199                   | -<<-                                        | Братська могила радянських воїнів. Поховано 885 воїнів. 1941 р., 1942 р., 1943 р.                                                   | Харківська скульптурна фабрика 1965 р.          | Скульптура — 2,8 м, з/б. Постамент — 5,4х4,5х4,5 м, цегла, цемент                                                         | -<<-                       | № 61 від 25.01.72р.                                                    | 25 м (Наказ управління культури і туризму від 10.09.09. № 234) |  |
| 31.   | 1213                   | -<<-                                        | Могила Десняка О. (Руденка О. І.), письменника. 1942 р.                                                                             | Харківська скульптурна фабрика 1964 р.          | Стела — 1,9х0,8х0,3 м, мармурова кришка. Постамент — 1,7х1,7х1,0 м, цегла, цемент                                         | -<<-                       | -<<-                                                                   | |  |
| 32.   |                        | с. Павлівка-Друга                           | Пам'ятний знак «Загиблим, але непереможеним». 1941—1945 рр.                                                                         | 1997 р., 2003 р.                                | Нерж. сталь | -<<-                       | Наказ УК ХОДА № 25 від 02.03.05 р.                                     | |  |
| 33.   | 1201                   | с. Перемога Перемозької с/р                 | Братська могила радянських воїнів. Поховано 45 воїнів. 1942 р., 1943 р.                                                             | Харківська скульптурна фабрика 1957 р., 1992 р. | Скульптура — 2,8 м, з/б. Постамент — 2,0х2,0х1,8 м, з/б                                                                   | -<<-                       | № 61 від 25.01.72р.                                                    | 25 м (Наказ управління культури і туризму від 10.09.09. № 234) |  |
| 34.   | 1202                   | с. Петрівське Комсомольської с/р            | Братська могила радянських воїнів. Поховано 204 воїни. 1941 р., 1943 р.                                                             | Харківська скульптурна фабрика 1982 р.          | Скульптура — 1,8 м, мармурова кришка. Постамент — 3,0х3,0х0,8 м, облицьована гранітом                                     | -<<-                       | -<<-                                                                   | 25 м (Наказ управління культури і туризму від 10.09.09. № 234) |  |
| 35.   |                        | с. Петропілля                               | Братська могила радянських воїнів. 1943 р.                                                                                          | 2000 р.                                         | З/б | -<<-                       | Наказ УК ХОДА № 25 від 02.03.05 р.                                     | |  |
| 36.   | 1214                   | с. Плисове Краснопавлівської сел/р          | Братська могила радянських воїнів. Пам'ятний знак воїнам-односельцям. 1941—1945 рр.                                                 | Харківська скульптурна фабрика 1957 р., 1968 р. | Скульптура — 3,5 м, з/б. Постамент — 5,0х4,0х3,0 м цегла, цемент. Стела — 2,75х2,3х0,45 м, цегла, цемент                  | -<<-                       | № 61 від 25.01.72р.                                                    | 25 м (Наказ управління культури і туризму від 10.09.09. № 234) |  |
| 37.   | 1204                   | с. Полтавське Полтавської с/р               | Братська могила радянських воїнів. Поховано 128 воїнів. 1942 р., 1943 р.                                                            | Харківська скульптурна фабрика 1958 р., 1989 р. | Скульптура — 2,5 м, мармурова кришка. Постамент — 1,8х1,2х1,0 м, з/б                                                      | Місцева                    | № 61 від 25.01.72р.                                                    | 25 м (Наказ управління культури і туризму від 10.09.09. № 234) |  |
| 38.   | 1725                   | -<<-                                        | Пам'ятний знак воїнам-односельцям. 1941—1945 рр.                                                                                    | Харківська скульптурна фабрика 1975 р.          | Стела — 1,2х1,1х0,3 м, з/б. Постамент — 1,0 м                                                                             | -<<-                       | № 13 від 12.01.81р.                                                    | |  |
| 39.   |                        | с. Привілля                                 | Братська могила радянських воїнів                                                                                                   | 2000 р.                                         | Граніт | -<<-                       | Наказ УК ХОДА № 25 від 02.03.05 р.                                     | |  |
| 40.   | 1205                   | с. Садове Садовської с/р                    | Братська могила радянських воїнів і пам'ятний знак воїнам-односельцям. Поховано 78 воїнів. 1941 р., 1942 р., 1943 р., 1941—1945 рр. | Харківська скульптурна фабрика 1954 р., 1989 р. | Скульптура — 2,8 м, з/б, окований міддю. Постамент — 1,5х1,3х1,0 м, з/б. Меморіальна плита — 12,0×5,0 м, мармурова кришка | -<<-                       | № 61 від 25.01.72р.                                                    | 25 м (Наказ управління культури і туризму від 10.09.09. № 234) |  |
|       |                        |                                             | |                                                 | |                            |                                                                        | |  |
| 42.   | 1206                   | с. Світловщина Катеринівської с/р           | Братська могила радянських воїнів. Поховано 32 воїни. 1942 р., 1943 р.                                                              | Харківська скульптурна фабрика 1954 р.          | Скульптура — 2,6 м, з/б. Постамент — 5,2х4,0х0,5 м, цегла, цемент                                                         | -<<-                       | -<<-                                                                   | 25 м (Наказ управління культури і туризму від 10.09.09. № 234) |  |
| 43.   | 1207                   | с. Смирнівка Смирнівської с/р               | Братська могила радянських воїнів і партизанів. Поховано 119 воїнів. 1942 р., 1943 р.                                               | Харківська скульптурна фабрика 1957 р.          | Скульптура — 2,9 м, з/б. Постамент — 3,6х3,6х1,9 м, цегла, цемент                                                         | -<<-                       | -<<-                                                                   | 25 м (Наказ управління культури і туризму від 10.09.09. № 234) |  |
| 44.   | 1208                   | с. Тихопілля Кінненської с/р                | Братська могила радянських воїнів. Поховано 300 воїнів. 1942 р., 1943 р.                                                            | Харківська скульптурна фабрика 1957 р., 1996 р. | Скульптура — 2,2 м, мармурова кришка. Постамент — 1,8х1,3х1,0 м, цегла, цемент                                            | -<<-                       | -<<-                                                                   | 25 м (Наказ управління культури і туризму від 10.09.09. № 234) |  |
| 45.   | 1721                   | с. Федорівка Павлівської Другої с/р         | Братська могила радянських воїнів. Поховано 15 воїнів. 1942 р., 1943 р.                                                             | Харківська скульптурна фабрика 1966 р., 1976 р. | Скульптура — 2,8 м, з/б. Постамент — 2,5х2,0х1,0 м, цегла, цемент                                                         | -<<-                       | № 13 від 12.01.81р.                                                    | 25 м (Наказ управління культури і туризму від 10.09.09. № 234) |  |
| 46.   | 1209                   | с. Царедарівка Панютинської сел/р           | Братська могила радянських воїнів. Поховано 194 воїни. 1941 р., 1942 р., 1943 р.                                                    | Харківська скульптурна фабрика 1957 р., 1989 р. | Скульптура — 1,8 м, з/б. Постамент — 3,5х3,0х0,7 м, бетон                                                                 | -<<-                       | № 61 від 25.01.72р.                                                    | 25 м (Наказ управління культури і туризму від 10.09.09. № 234) |  |
|       |                        |                                             | |                                                 | |                            |                                                                        | |  |
| 48.   | 1210                   | сел. Чернігівське Полтавської с/р           | Братська могила радянських воїнів. Поховано 72 воїни. 1942 р., 1943 р.                                                              | Харківська скульптурна фабрика 1957 р.          | Скульптура — 2,8 м, з/б. Постамент — 2,6х1,2х1,0 м, цегла, цемент                                                         | -<<-                       | -<<-                                                                   | 25 м (Наказ управління культури і туризму від 10.09.09. № 234) |  |
| 49.   | 1211                   | с. Шатівка Смирнівської с/р                 | Братська могила радянських воїнів. Поховано 138 воїнів. 1942 р., 1943 р.                                                            | Харківська скульптурна фабрика 1957 р., 1989 р. | Скульптура — 1,7 м, мармурова кришка. Постамент — 3,5х3,0х0,7 м, шлакоблок                                                | -<<-                       | -<<-                                                                   | 25 м (Наказ управління культури і туризму від 10.09.09. № 234) |  |
| 50.   | 1212                   | с. Яковлівка Краснопавлівської сел/р        | Братська могила радянських воїнів. 1942 р., 1943 р.                                                                                 | Харківська скульптурна фабрика 1957 р.          | Скульптура — 3,5 м, з/б. Постамент — 5,0х4,0х3,0 м, цегла, цемент                                                         | -<<-                       | -<<-                                                                   | 25 м (Наказ управління культури і туризму від 10.09.09. № 234) |  |
|       |                        |                                             | |                                                 | |                            |                                                                        | |  |